# لباس الشهرة
لباس الشهرة هو مصطلح إسلامي وُرد ذكره في السنة النبوية، ويُعرف بأنه هو اللباس الذي إذا لبسه الإنسان افتضح به واشتهر بين الناس، وهو ليس له كيفية معينة أو صفة معينة وإنما يراد بثوب الشهرة ما يشتهر به الإنسان أو يشار إليه بسببه فيكون متحدث الناس في المجالس.

## حُكمه
حُرّم لباس الشهرة في الإسلام، لما فيه من القصد والنية والرغبة في الانتشار ذلك مدعاةٌ للتكبر والخُيَلاء لما ذُكر في الحديث النبوي «مَنْ لَبِسَ ثَوْبَ شُهْرَةٍ فِي الدُّنْيَا أَلْبَسَهُ اللَّهُ ثَوْبَ مَذَلَّةٍ يَوْمَ الْقِيَامَةِ».